# Müllheim (Svizzera)
Müllheim (toponimo tedesco) è un comune svizzero di 2 930 abitanti del Canton Turgovia, nel distretto di Frauenfeld.

## Storia
Nel 1967 ha inglobato il comune soppresso di Langenhart.

## Monumenti e luoghi d'interesse
- Chiesa riformata di Santa Verena[1];

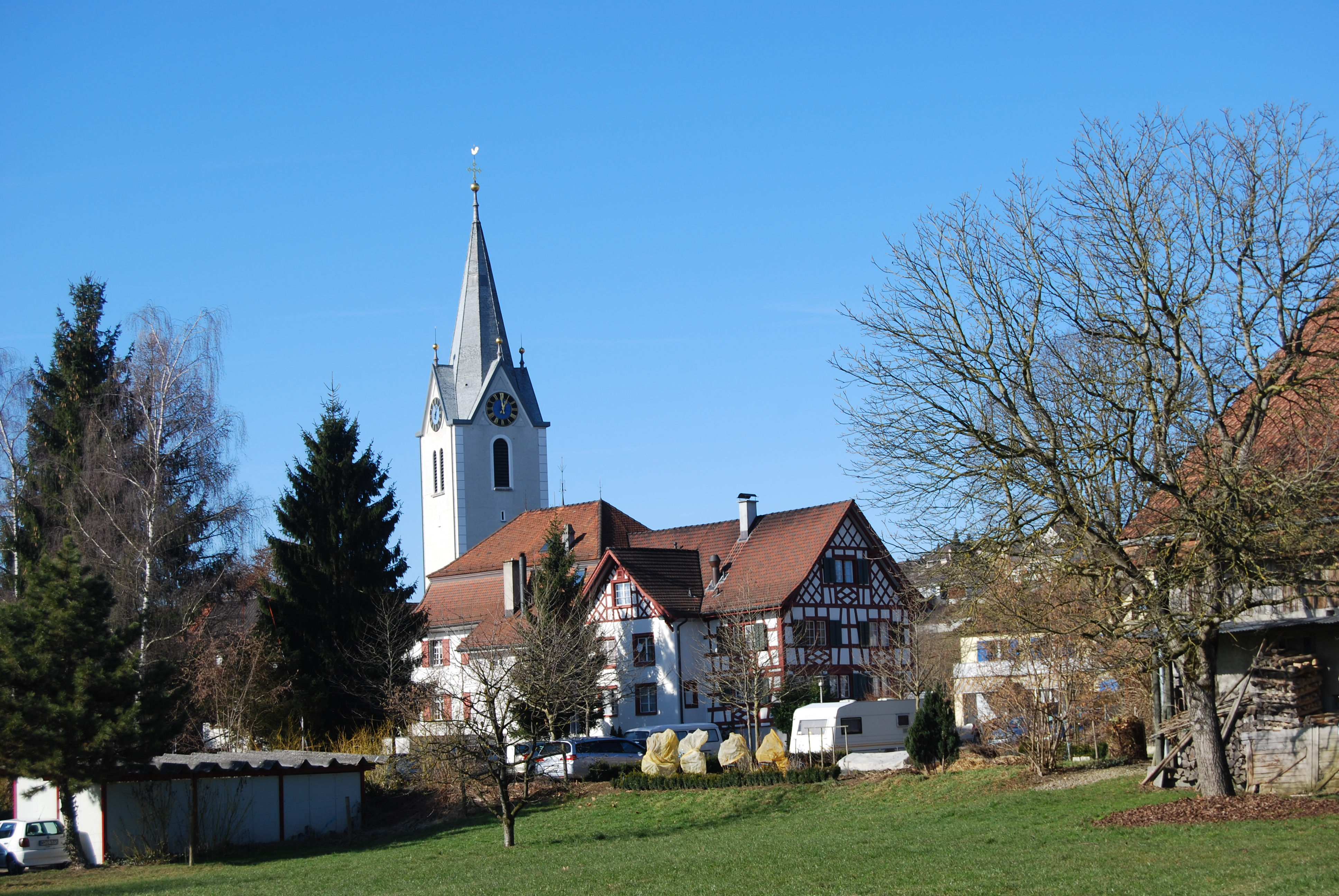
La chiesa riformata di Santa Verena

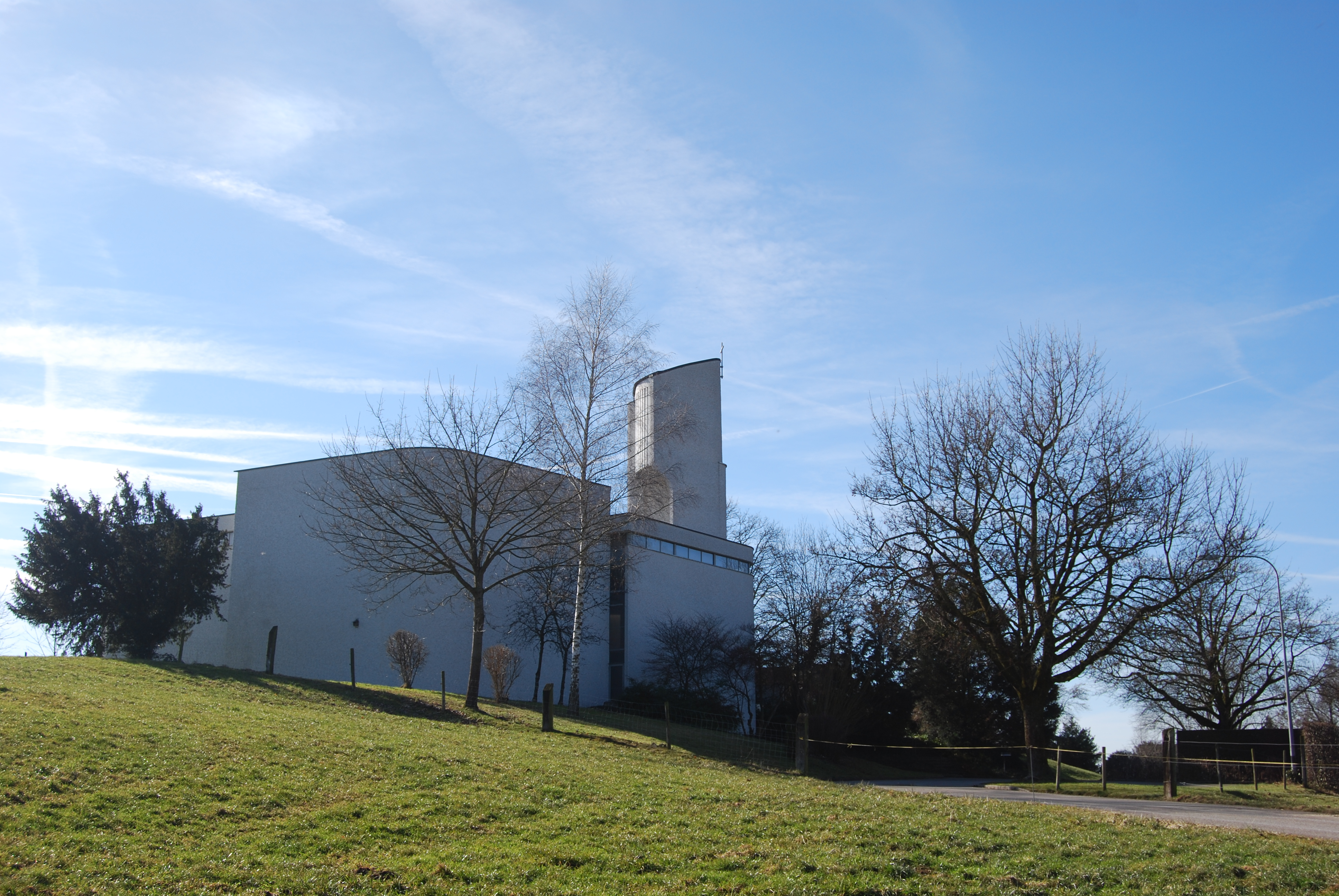
La chiesa cattolica di Santa Maria

- Chiesa cattolica di Santa Maria, eretta nel 1967[1].

## Società

### Evoluzione demografica
L'evoluzione demografica è riportata nella seguente tabella:
Abitanti censiti

## Amministrazione
Fino al 2010 ha fatto parte del distretto di Steckborn. Ogni famiglia originaria del luogo fa parte del cosiddetto comune patriziale e ha la responsabilità della manutenzione di ogni bene ricadente all'interno dei confini del comune.

## Infrastrutture e trasporti
Müllheim è servito dalla stazione di Müllheim-Wigoltingen sulla ferrovia Winterthur-Romanshorn.